# Деревна (Дорогичинський район)
Деревна́ (біл. Дзераўная, місцева назва: Диривная (в українській графіці), Дырывная (у білоруській графіці)) — село у Дорогичинському районі Берестейської області Білорусі. Орган місцевого самоврядування — Іменинська сільська рада.

## Населення
За переписом населення Білорусі 2009 року чисельність населення села становила 296 осіб.